# Épineux-le-Seguin

Épineux-le-Seguin este o comună în departamentul Mayenne, Franța. În 2009 avea o populație de 209 de locuitori.